# سهره دانه‌خوار شکم‌بلوطی
سهره دانه‌خوار شکم‌بلوطی (نام علمی: Oryzoborus angolensis) نام یک گونه از سرده سهره‌های برنجی است.